# Wyścigowe Mistrzostwa Węgier 1982
1982 – sezon wyścigowych mistrzostw Węgier.